# Bagienice (województwo warmińsko-mazurskie)
Bagienice (dawniej Stare Bagienice, Stare Bagnowo, niem. Althöfen, do 1938 r. Alt Bagnowen) – wieś w Polsce, położona w województwie warmińsko-mazurskim, w powiecie mrągowskim, w gminie Mrągowo. W latach 1975–1998 miejscowość należała administracyjnie do województwa olsztyńskiego. Leży w pobliżu jeziora Sarż.

## Historia
Bagienice zostały założone jako wieś szlachecka w 1566 roku. 12 sierpnia tego roku książę Albrecht nadał w lenno (z wyższym i niższym sądownictwem) Wilhelmowi Milewskiemu (von der Milbe), późniejszego starosty ełckiego, majątek wielkości 96 łanów, położonych między dobrami sorkwickimi, Stamą, dobrami po Janie Gucie, Marcinkowiem i Grabowem. W czasie pomiarów gruntów w 1573r. okazało się, że wieś liczy tylko 64 łany (ok. 1061 ha). Na obszarze majątku w późniejszym czasie powstały jeszcze: Nowe Bagienice, Wólka Bagnowska, i Bagnowski Dwór. W połowie XVIII w. założono we wsi szkołę (wówczas jeszcze pod patronatem szlacheckim), do której uczęszczały także dzieci z Nowych Bagienic, Bagienic Małych, a później z Wólki Bagnowskiej. W 1785r. we wsi było 6 domów. W 1818 roku w tutejszej szkole nauczano w języku polskim i języku niemieckim, nauczycielem był Adolf Willner. W 1821 r. w Bagienicach mieszkało 114 osób. W 1838 r. po uwłaszczeniu chłopów, wieś liczyła 15 dymów i 95 mieszkańców. Mieszkańcy wsi dodatkowo trudnili się wydobyciem torfu, sprzedając go w pobliskim Mrągowe. W 1848 r. we wsi było 14 domów i 96 mieszkańców, w 1870 r. - 100 mieszkańców. W 1874 r. zbudowano drogę bitą przez wieś jako odcinek traktu Mragowo - Biskupiec. Za wsią do strony północnej 30 września 1898 r. oddano do użytku przystanek kolei żelaznej na linii Czerwonka - Biskupiec - Mragowo - Mikołajki. 
W urzędowym wykazie miejscowości z 1928 r. Bagienice figurowały jako „wieś i wybudowanie” i liczyły 153 mieszkańców. W 1933 r. w miejscowości mieszkało 175 osób. W 1935 r. dwuklasowa szkoła zatrudniała dwóch nauczycieli i uczęszczało do niej 78 dzieci. 16 lipca 1938 r. w miejsce nazwy Alt Bagnowen wprowadzono nazwę Althöfen. 12 listopada 1946 r. nadano miejscowości polską nazwę Bagienice.
W 1939 r. we wsi mieszkało 148 osób, znajdowało się 40 gospodarstw domowych, w tym 23 gospodarstwa rolnicze, z których 8 miało wielkość w granicach 10-20 ha oraz jedno liczyło ponad 100 ha.